# 耶輸陀羅

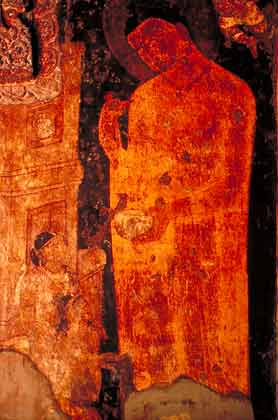
仏陀と耶輸陀羅

耶輸陀羅（やしゅだら、名称については後述）は、釈迦が出家する前、すなわちシッダールタ太子だった時の妃である。一般的な説では、出家以前の釈迦、すなわちガウタマ・シッダールタと結婚して、一子羅睺羅（らごら、ラーフラ）を生んだとされる。のち比丘尼（すなわち釈迦の女性の弟子）となった。

## 名前・名称
- サンスクリット語：Yaśodharā
- パーリ語：Yasodharā
- カタカナ：ヤショーダラー（梵） / ヤソーダラー（巴）
- 他の音写：耶戍陀羅
- 漢訳（意訳含む）：持称、具称、除称、降称、名聞、持誉など

## 出身
耶輸陀羅の身辺や出身には多くの説がある。

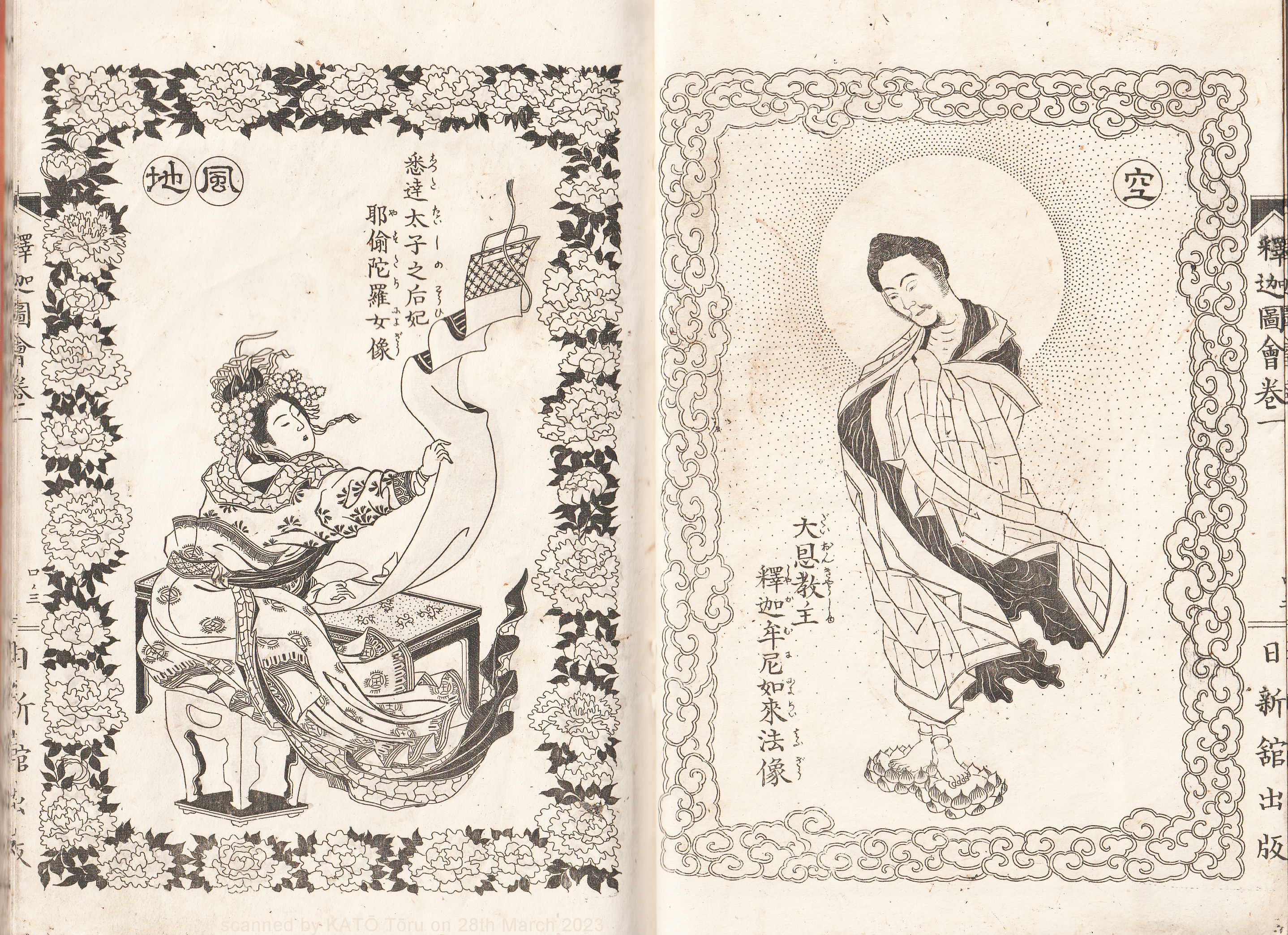
釈迦と耶輸陀羅。葛飾北斎・画。『釈迦御一代記図会』(1839年)より

1. 拘利（コーリヤ）族の天臂（デヴァーダハ）城のアンジャナ王を祖父として、その王の長男・善覚（スプラブッダ）、長女・摩耶、次女・摩訶波闍波提あり、耶輸陀羅は善覚の娘で提婆達多は弟に当る（南伝パーリ仏典、ジャータカ等）という説。
2. 釈迦族の住むカピラ城の執杖（ダンダパーニ）大臣の娘、瞿夷（ゴーピカー、普曜経等の記述）が同人異称とし、混同されて伝えられたという説。
3. 釈迦族のカピラ城の大臣、摩訶男（摩訶摩那とも、阿那律の兄で五比丘の一人とは別人）の娘（仏本行集経）の説。

いずれにしても一般的には、摩訶摩耶の子である釈迦、摩訶波闍波提の子である難陀は彼女のいとこに当るという説が北伝では採用されている。北伝の仏典では、彼女の婿選び儀式 (swayamvara) で釈迦と難陀や提婆達多等と競技を行い、釈迦の正妃となったとする説もあるが、彼女が10歳前後で釈迦が17歳（或いは16歳）で結婚したといわれる。また釈迦とは同じ生年月日で17歳で結婚したとする説もある。
また、出家前の釈迦には、耶輸陀羅も含め3人の妃と子がいたと伝えられるが、耶輸陀羅はいずれもその正妃となったともいわれる。すなわち妃の順でいえば、
1. 耶輸陀羅、摩奴陀羅（マノーダラー）、喬曇彌（ゴータミー、これは．釈迦族の女性を総称した名であるが、別説に瞿夷と同一人物ともいう）という仏本行集経の説。
2. 喬比迦（ゴーピカー、ゴーパー、瞿夷もしくは瞿波とも記す）、衆称味（耶輸陀羅の別名）、常楽意（マノーダラー）という修行本起経の説。
3. 瞿波、耶輸陀羅、密里我惹（ムリガジャー）という衆許摩訶帝経の説。
4. 瞿夷、耶輸陀羅、鹿野という五慶経の説。
5. 鹿王、瞿夷、耶輸陀羅の三妃という説（出典不明）。
6. 瞿夷、耶輸陀羅の二妃という説。

などの多くの説があり、また妃には他にバッダカッチャーナー (Bhaddakaccanaa) という名前も見受けられ、これは出家後の耶輸陀羅の名という説もある。北伝における仏教では、通常は1もしくは2の説を採用することが多い。
彼女は釈迦の妃となって初めて宮中に入る際、慣例を無視してヴェールをつけず侍女から注意されると、「この傷一つない顔をなぜ隠す必要があるのですか？」と言ったともいわれる。この故か五天竺第一の美女とも称せられる。
彼女は釈迦仏が出家直前（直後とも）にラーフラを生んだが、経典によっては、彼女はラーフラを6年間胎内に宿していた、という説や、釈迦が難行苦行中の6年の間にラーフラを宿していて、成道の夜に生んだという諸説がある。雑宝蔵経では、釈迦の成道後にラーフラを生んだことで親族から貞節を疑われたと記し、ジャータカ因縁物語では釈迦の実父である浄飯（スッドダーナ）王は彼女の貞節を賛じたという。なお仏が太子時の妃である瞿夷との間に優波摩那 (Upavāna, ウパヴァーナ) 、鹿野との間に善星 (Sunakkatta, スナカッタ) をそれぞれ生み、三子ともみな出家したという説もある（處處経、西國佛祖代代相承傳法記及び内證佛法相承血脈譜など）。
釈迦仏が成道して12年後に故郷カピラ城に帰郷した際、彼女はラーフラを伴い釈迦仏に会いに行き「財宝を譲って下さい」と言うようにラーフラに言わせたという。釈迦仏はそのようにすればよい、と認めるもラーフラはニグローダ樹苑に行こうとする釈迦仏の一行についていき、沙彌（年少の見習い修行者）となった。
根本説一切有部毘奈耶破僧事によると、釈迦仏が帰城した際、彼女は他の女性衆と共に身を飾り香をつけて出迎え、仏の教えを聞いたが、皆が預流果（聖者の流れに入った位）の境地に達したが、彼女だけは得なかったという。
彼女自身も叔母の摩訶波闍波提や5百人の女性と共に出家させてもらえるよう、釈迦仏に三度にわたり懇願したが、なかなか受け付けてもらえず大声で泣いて帰城した。釈迦仏の一行は既にカピラ城を離れヴァイシャリー城の郊外にある大林精舎（重閣講堂）へ赴いたが、あきらめきれなかった彼女たちは剃髪し黄衣を着て跡を追って行った。講堂の前で足を腫らして涙と埃や塵でまみれ大声で泣いていたが、彼女らを見た阿難（アーナンダ）が驚いて理由を聞かれ、女性の出家を認めるよう頼み、阿難陀の説得もありようやく出家を許された（ただし、釈迦が女人の出家を躊躇ったとの逸話は原始仏典との矛盾が多く、後世に付加されたものである可能性が高い）。出家後は自分を反省する事に努め、尼僧中の第一人者になったといわれる。また原始仏教の経典のひとつといわれる南伝テーリーガーター（長老尼偈）のヤソーダラー長老尼の偈には、釈迦との出会いを述べた偈がある。